# Claus Biederstaedt
Claus Biederstaedt, född 28 juni 1928 i Stargard i Pommern, Tyska riket (i nuvarande Polen), död 18 juni 2020 i Fürstenfeldbruck i Bayern, var en tysk skådespelare. Han studerade drama i Hamburg och filmdebuterade 1952 och medverkade sedan i runt 60 filmer och många TV-produktioner.

## Filmografi, urval
- 1954 – Drama i St. Moritz
- 1954 – Den store kirurgen
- 1955 – Barn, mödrar och en general
- 1955 – Tre män i snö
- 1956 – Hon glömde honom aldrig
- 1956 – Vor Sonnenuntergang
- 1958 – Nachtschwester Ingeborg